# Don't Explain
Clip vidéo
[vidéo] « Billie Holiday - Don't Explain », sur YouTube
Don't Explain (N'explique pas, en anglais) est une chanson d'amour standard de jazz de Billie Holiday, co-composée et co-écrite avec Arthur Herzog Jr. (en). Un des nombreux succès emblématiques de son répertoire,, enregistré en 1944 à New York chez Decca Records,,. 

## Histoire
Billie Holiday cite l'infidélité de son premier mari, Jimmy Monroe, dans son autobiographie Lady Sings the Blues de 1956, comme source d'inspiration pour cette chanson de jazz blues,, enregistrée avec l'orchestre de Toots Camarata « Chut maintenant, n'explique pas, dis juste que tu resteras, je suis contente que tu sois de retour, n'explique pas, tu sais que je t'aime, et que l'amour dure, toutes mes pensées sont pour toi, car je suis si complètement à toi, tu es ma joie et ma douleur, ma vie t'appartient, mon amour, n'explique pas, tu sais que je t'aime... ».

## Reprises
Ce standard de jazz est réédité de nombreuses fois dans sa carrière par Billie Holiday, et repris par de nombreux interprètes, dont Chet Baker (1955), Dinah Washington (1962), Dexter Gordon (au saxophone, 1962), Nina Simone (album Let It All Out, 1966), Diana Ross (film et album Lady Sings the Blues, 1972), Natalie Cole (album Take a Look, 1993), Etta James (album Mystery Lady: Songs of Billie Holiday (en), 1994), Dee Dee Bridgewater (2010), Mariah Carey (2014)... 

## Au cinéma
- 1972 : Lady Sings the Blues, de Sidney J. Furie, film biographique inspiré de la vie de Billie Holiday, interprétée par Diana Ross[9].
- 2012 : Sur la route, de Walter Salles.